# 최광수 (고려)
최광수(崔光秀, ? ~ 1217년)는 고려 후기의 군인이다. 고구려 부흥을 자처하며 서경에서 반란을 주도했다.

## 생애
병졸 출신으로 1217년(고종 4) 서경(西京)에 침입한 거란병(契丹兵)을 격퇴하기 위해 서경병마사 상장군 최유공과 판관 예부낭중 김성 등이 지휘하는 방어군에 편성되어 있었다. 최유공이 평소 사졸들을 핍박하고 백성들을 수탈하자 이를 빌미로 다른 병졸들을 모아 거병하여 난을 일으켜 서경성(西京城)을 탈취하고 구고려부흥병마사(句高麗復興兵馬使)‧금오위섭상장군(金吾衛攝上將軍)이라 자칭하였다. 서경에 웅거하여 관속을 두며 정예한 군사를 소집, 북계(北界)의 여러 성에 격문을 돌려 큰 난을 일으키려 하였으나 정의(鄭顗)와 필현보 등에 의하여 피살되었으며 최광수의 난은 수습되었다.